# 토스뱅크
토스뱅크(영어: Toss Bank)는 하나은행의 지분을 소유하고 있는 대한민국의 세 번째 인터넷 전문 은행이다. Toss를 운영하는 비바리퍼블리카가 2019년 인터넷전문은행 진출을 선언하고 2021년 10월 5일부터 영업을 시작했으며 Toss 앱 내에서 실행하는 형태이다. 하나카드와 독점 계약을 체결하여 토스뱅크 체크카드를 2021년 10월에 출시했다.

## 카드

### 토스뱅크카드(체크카드)
하나카드의 전산 시스템을 기반으로 국내외겸용인 마스터카드가 기본적으로 제공된다. 퍼플 그린 색상의 경우 성인은 국내 전용 카드만 발급이 가능하고 미성년자는 마스터카드로만 발급이 가능하다. 만 17세 이상, 주민등록증과 토스뱅크 계좌를 갖고 있는 고객 중 후불 교통 카드 기능은 만 18세 이상 고객만 선택 및 신청할 수 있으며, 별도의 신용 심사 절차를 적법하게 거치는 것으로 원칙으로 한다. 다만, 토스뱅크 체크카드를 위탁 발행하는 하나카드의 정책에 따라 대중교통의 청소년 할인은 적용되지 않는다.

### 토스유스(선불카드)
KB국민카드의 전산 시스템을 기반으로 하는 선불 카드다. 인터넷전문은행을 쓰고 싶어도 쓸 수 없는 어린이와 청소년을 위해서, 자사의 토스뱅크 체크카드와는 별개로 출시하여, 만 7~18세가 주 대상이며 한도는 50만원, 하루 이체한도 30만원, 월 이체한도 200만원 제한이 있으며 해외결제와 후불교통이 안되며 본인 휴대폰번호만 있으면 만들 수 있다. 다만, 청소년 보호법상, 청소년 유해 업소로 엄연히 분류되는 가맹점은 미성년자의 사용 제한을 위한 보안 시스템이 작동되고, 선불식 교통카드인 티머니가 탑재되어 있다.

## 같이 보기
- Toss
- KT
- 대한민국의 금융기관 목록
- 인터넷 전문은행
- 카카오뱅크
- 케이뱅크
- 하나은행
- 하나카드
- KB국민카드
- 마스터카드